# Marcin Czajkowski (lekkoatleta)
Marcin Czajkowski (ur. 7 marca 1968 w Toruniu) – polski lekkoatleta, sprinter, mistrz i reprezentant Polski.

## Kariera sportowa
Był zawodnikiem AZS-AWF Gdańsk
Na mistrzostwach Polski seniorów na otwartym stadionie wywalczył pięć medale: trzy złote w sztafecie 4 x 100 m (1991, 1992 i 1993), srebrny w sztafecie 4 x 100 m w 1994 oraz brązowy w biegu na 200 metrów w 1993). 
Reprezentował Polskę w zawodach superligi Pucharu Europy w 1993, zajmując siódme miejsce w sztafecie 4 x 100 m, z wynikiem 39,78.
Rekordy życiowe:
- 200 m: 10,63 (2.06.1991)
- 400 m: 21,27 (7.07.1991)